# Siegfriedplatz (Bielefeld)

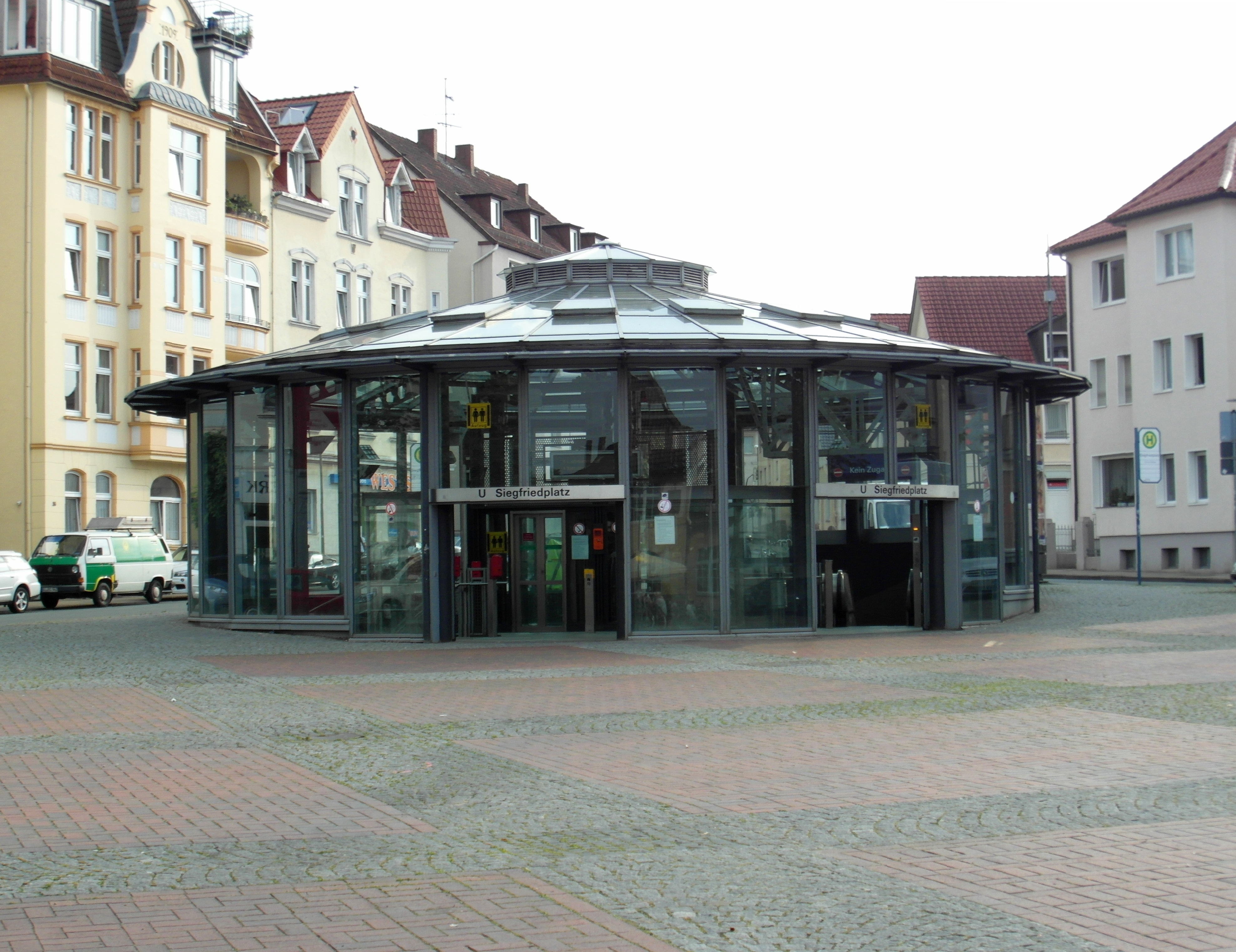
Haupteingang zum U-Bahnhof Siegfriedplatz

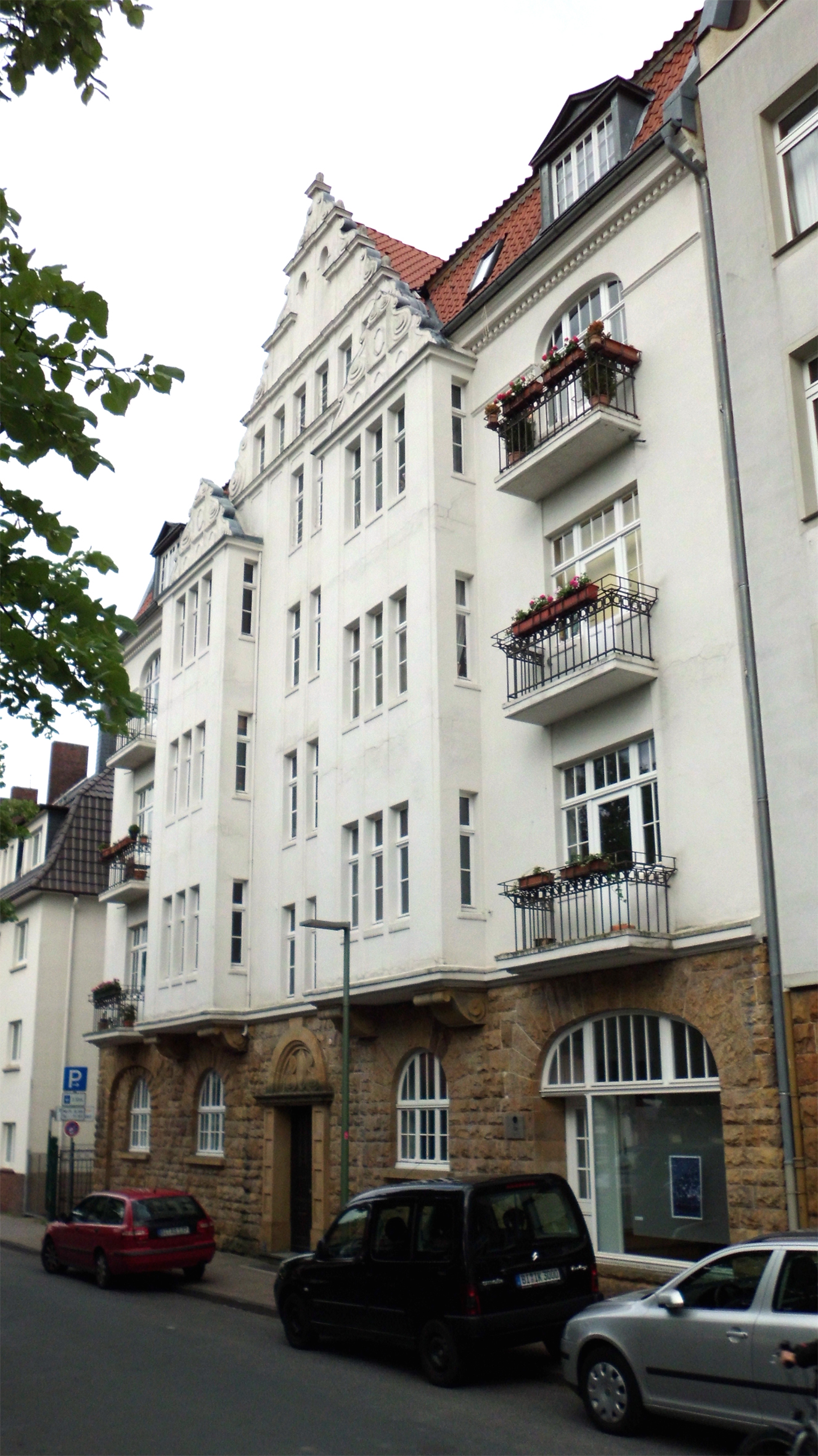
Das denkmalgeschützte Haus Weststraße 66

Der Siegfriedplatz (ⓘ) ist ein zentraler Platz und ein Veranstaltungsort in der Stadt Bielefeld in Nordrhein-Westfalen. Siegfriedplatz ist auch ein statistischer Bezirk in Bielefeld.

## Allgemeines
Der nahezu dreieckige Platz befindet sich im Westen des Stadtbezirks Mitte zwischen der Siegfriedstraße und der Weststraße. Er ist etwa 5400 m² groß. Die Lage zeichnet sich durch die Nähe zur Universität, insbesondere durch die Anbindung durch die Stadtbahn, zum Bürgerpark und zur SchücoArena aus. Ebenso ist die Innenstadt relativ nah. Die Bebauung stammt, wie im überwiegenden Teil der westlichen Stadtmitte, aus der Zeit um 1900. Durch diese Faktoren hat sich der Bereich um den Siegfriedplatz zu einem Viertel mit den höchsten Quadratmeter- und Mietpreisen innerhalb Bielefelds entwickelt (Stand 2013). Das am Platz befindliche Haus Weststraße 66 (erbaut 1914) sowie die ehemalige Bürgerwache sind in der Liste der Bielefelder Baudenkmäler verzeichnet.

## Ehemalige Bürgerwache
Beherrschendes Bauwerk ist die 1906–1908 erbaute Bürgerwache. Hier befanden sich – ergänzt durch „eines der schönsten Toilettenhäuschen der Stadt“ – das Eichamt, eine Post sowie eine Polizeiwache, die 1977 geschlossen wurde. Durch Mittel der Stadt und die Bürgerinitiative Bürgerwache konnte der Bau erhalten werden. Seither dient er als Veranstaltungsraum, Redaktionsort des Stadtteilmagazins Viertel und gastronomische Lokalität. Bei angemessenem Wetter wird der Raum vor der Bürgerwache für Außengastronomie genutzt. Im Gebäude selbst finden die Veranstaltungen der Kulturwache statt, eines ganzjährigen kulturellen Programms. 1994 zog sich die Stadtverwaltung aus der Finanzierung zurück. Seither betreibt die Bürgerinitiative die Bürgerwache allein.

## Veranstaltungen und städtisches Leben
Auf dem Siegfriedplatz finden regelmäßig Flohmärkte, ein regulärer Wochenmarkt und ein Weihnachtsmarkt statt. Erwähnenswert ist auch die sommerliche Nutzung als „Liegewiese“. Die Supertram, ein gastronomischer Betrieb mit Ausschank in einem alten Straßenbahnwagen befindet sich ebenfalls dort.

## Verkehr
Der Siegfriedplatz ist seit April 2000 mit der Linie 4 der Stadtbahn Bielefeld erreichbar. Bis zum Jahr 2018 gab es eine Anbindung an die Buslinie 27.

## Der Statistische Bezirk Siegfriedplatz
Der Bezirk umfasst einen Großteil der westlichen Innenstadt, auch als Weststadt oder ''Bielefelder Westen'' bezeichnet. Dazu gehören relativ homogene gründerzeitliche Straßenzüge wie die Bismarckstraße, der Siegfriedplatz, der Bürgerpark und die Schüco-Arena. Im Jahr 2014 hatte der Bezirk 10435 Einwohner.